# Pedri
Pedro González López (Bajamar , 25 november 2002), beter bekend als Pedri is een Spaans voetballer die doorgaans speelt als middenvelder voor FC Barcelona. Hij wordt beschouwd als een van de beste middenvelders ter wereld. Pedri debuteerde in 2021 in het Spaans voetbalelftal, waarmee hij in 2024 het EK won.

## Clubcarrière

### Jeugd
Pedri werd geboren in Bajamar, een dorpje in Tenerife. Hij verhuisde op drie-jarige leeftijd naar Tegueste, waar hij ook begon aan zijn carrière bij UD Tegueste als centrale verdediger. Op twaalfjarige leeftijd maakte hij de overstap naar CF Juventud Laguna.

### Las Palmas
Pedri kwam in 2018 terecht bij UD Las Palmas. Op 15 juni 2019 tekende Pedri op zestienjarige leeftijd een vierjarig contract en werd hij bij het eerste elftal gehaald door trainer Pepe Mel. Op 18 augustus 2019 debuteerde hij in de Segunda División tegen SD Huesca. Op 19 september 2019 maakte de Pedri zijn eerste doelpunt tegen Sporting Gijón.

### FC Barcelona

#### 2019–20
Op 2 september 2019 bereikte Las Palmas een akkoord met FC Barcelona dat Pedri per 1 juli 2020 overnam van Las Palmas. FC Barcelona betaalde vijf miljoen euro voor Pedri, die zijn handtekening zette onder een tweejarig contract. Door bonussen kon dit bedrag nog oplopen.

#### 2020-21
Vanaf seizoen 2020/21 speelde hij in het eerste elftal en werd rugnummer 16 aan hem toegediend. Pedri maakte op 27 september 2020 zijn debuut in een wedstrijd tegen Villareal in de Primera División dat met 4–0 werd gewonnen. Pedri scoorde zijn eerste doelpunt op 20 oktober 2020 in een wedstrijd tegen Ferencváros in de groepsfase van de UEFA Champions League dat met 5–1 werd gewonnen. Op 7 november 2020 scoorde Pedri zijn eerste doelpunt in de Primera División tegen Real Betis, een wedstrijd die werd gewonnen met 5–2. De rest van het seizoen kreeg hij veel speeltijd. 

#### 2021-22
Op 14 oktober 2021 tekende Pedri een nieuw contract bij de club, dat hem verbindt tot medio 2026. De afkoopclausule bedroeg 1 miljard euro. Op 22 november 2021 werd bevestigd dat Pedri de Golden Boy Award 2021 had gewonnen, de prijs voor het grootste voetbaltalent van Europa. Even later op 29 november 2022 werd bekend dat Pedri de Kopa Trophy van 2021 had gewonnen, de Ballon d'Or voor spelers onder de 21. 

#### 2023-24
Op 28 januari 2023 speelde Pedri zijn 100ste wedstrijd voor de club. Dat seizoen werd Pedri voor het eerst in zijn carrière kampioen van Spanje met FC Barcelona. 

#### 2024-25
Op 31 januari 2025 tekende Pedri een nieuw contract bij de club, dat hem verbindt tot medio 2030.

## Clubstatistieken
| Seizoen     | Club         | Competitie         | Competitie | Competitie | Competitie | Beker | Beker | Beker | Internationaal | Internationaal | Internationaal | Totaal | Totaal | Totaal |
| Seizoen     | Club         | Competitie         | Wed.       | Dlp.       | Ass.       | Wed.  | Dlp.  | Ass.  | Wed.           | Dlp.           | Ass.           | Wed.   | Dlp.   | Ass.   |
| ----------- | ------------ | ------------------ | ---------- | ---------- | ---------- | ----- | ----- | ----- | -------------- | -------------- | -------------- | ------ | ------ | ------ |
| 2019/20     | Las Palmas   | Segunda División A | 36         | 4          | 7          | 1     | 0     | 0     | —              | —              | —              | 37     | 4      | 7      |
| Club Totaal | Club Totaal  | Club Totaal        | 36         | 4          | 7          | 1     | 0     | 0     | 0              | 0              | 0              | 37     | 4      | 7      |
| 2020/21     | FC Barcelona | Primera División   | 37         | 3          | 3          | 8     | 0     | 2     | 7              | 1              | 1              | 52     | 4      | 6      |
| 2021/22     | FC Barcelona | Primera División   | 12         | 3          | 1          | 2     | 1     | 0     | 8              | 1              | 0              | 22     | 5      | 1      |
| 2022/23     | FC Barcelona | Primera División   | 26         | 6          | 1          | 3     | 1     | 0     | 6              | 0              | 0              | 35     | 7      | 1      |
| 2023/24     | FC Barcelona | Primera División   | 24         | 4          | 2          | 4     | 0     | 0     | 6              | 0              | 3              | 34     | 4      | 5      |
| 2024/25     | FC Barcelona | Primera División   |            |            |            |       |       |       |                |                |                |        |        |        |
| Club Totaal | Club Totaal  | Club Totaal        | 99         | 15         | 7          | 17    | 2     | 2     | 27             | 2              | 4              | 143    | 20     | 13     |
| TOTAAL      | TOTAAL       | TOTAAL             | 127        | 18         | 14         | 18    | 2     | 2     | 27             | 2              | 4              | 180    | 26     | 20     |

Bijgewerkt t/m 15 juli 2024.

## Interlandcarrière
Pedri werd in maart 2021 voor het eerst geselecteerd voor het Spaans nationaal elftal. Hij debuteerde op 25 maart 2021 in de WK-kwalificatiewedstrijd tegen Griekenland. De middenvelder viel in voor Dani Olmo. Drie dagen later startte Pedri in de kwalificatiewedstrijd tegen Georgië voor het eerst in de basis. Het in de zomer van 2021 gespeelde EK verliep succesvol voor de dan achttienjarige Pedri. Na afloop riep de UEFA hem uit tot Young player of the tournament. Hij ging ook mee naar het WK 2022, maar werd daar in de achtste finale uitgeschakeld door Marokko.
Hij werd op 7 juni 2024 door bondscoach Luis de la Fuente opgenomen in de Spaanse selectie voor het EK 2024 in Duitsland. Hij startte als basisspeler, maar viel in de kwartfinale uit met een blessure door een overtreding van Toni Kroos. Hij zag vanaf de bank hoe Spanje op 14 juli de finale won van Engeland.
| Interlands van Pedri        | Interlands van Pedri        | Interlands van Pedri        | Interlands van Pedri        | Interlands van Pedri        | Interlands van Pedri        |
| No.                         | Datum                       | Wedstrijd                   | Uitslag                     | Soort Wedstrijd             | Doelpunten                  |
| Als speler bij FC Barcelona | Als speler bij FC Barcelona | Als speler bij FC Barcelona | Als speler bij FC Barcelona | Als speler bij FC Barcelona | Als speler bij FC Barcelona |
| --------------------------- | --------------------------- | --------------------------- | --------------------------- | --------------------------- | --------------------------- |
| 1.                          | 25 maart 2021               | Spanje – Griekenland        | 1 – 1                       | Kwalificatie WK 2022        |                             |
| 2.                          | 28 maart 2021               | Georgië – Spanje            | 1 – 2                       | Kwalificatie WK 2022        |                             |
| 3.                          | 31 maart 2021               | Spanje – Kosovo             | 3 – 1                       | Kwalificatie WK 2022        |                             |
| 4.                          | 4 juni 2021                 | Spanje – Portugal           | 0 – 0                       | Vriendschappelijk           |                             |
| 5.                          | 14 juni 2021                | Spanje – Zweden             | 0 – 0                       | EK 2020                     |                             |
| 6.                          | 19 juni 2021                | Spanje – Polen              | 1 – 1                       | EK 2020                     |                             |
| 7.                          | 23 juni 2021                | Slowakije – Spanje          | 0 – 5                       | EK 2020                     |                             |
| 8.                          | 28 juni 2021                | Kroatië – Spanje            | 3 – 5                       | EK 2020                     |                             |
| 9.                          | 2 juli 2021                 | Zwitserland – Spanje        | 1 – 1 (2 – 4 n.s.)          | EK 2020                     |                             |
| 10.                         | 6 juli 2021                 | Italië – Spanje             | 1 – 1 (5 – 3 n.s.)          | EK 2020                     |                             |
| 11.                         | 26 maart 2022               | Spanje – Albanië            | 2 – 1                       | Vriendschappelijk           |                             |
| 12.                         | 29 maart 2022               | Spanje – IJsland            | 5 – 0                       | Vriendschappelijk           |                             |
| 13.                         | 24 september 2022           | Spanje –Zwitserland         | 1 – 2                       | Nations League 2022/23      |                             |
| 14.                         | 27 september 2022           | Portugal – Spanje           | 0 – 1                       | Nations League 2022/23      |                             |
| 15.                         | 23 november 2022            | Spanje – Costa Rica         | 7 – 0                       | WK 2022                     |                             |
| 16.                         | 27 november 2022            | Spanje – Duitsland          | 1 – 1                       | WK 2022                     |                             |
| 17.                         | 1 december 2022             | Japan – Spanje              | 2 – 1                       | WK 2022                     |                             |
| 18.                         | 6 december 2022             | Marokko – Spanje            | 0 – 0 (3 – 0 n.s.)          | WK 2022                     |                             |
| 19.                         | 5 juni 2024                 | Spanje – Andorra            | 5 – 0                       | Vriendschappelijk           |                             |
| 20.                         | 8 juni 2024                 | Spanje – Noord-Ierland      | 5 – 1                       | Vriendschappelijk           | 12', 29'                    |
| 21.                         | 15 juni 2024                | Spanje – Kroatië            | 3 – 0                       | EK 2024                     |                             |
| 22.                         | 20 juni 2024                | Spanje – Italië             | 1 – 0                       | EK 2024                     |                             |
| 23.                         | 30 juni 2024                | Spanje – Georgië            | 4 – 1                       | EK 2024                     |                             |
| 24.                         | 5 juli 2024                 | Spanje – Duitsland          | 2 – 1                       | EK 2024                     |                             |
| Totaal                      | Totaal                      | Totaal                      | Totaal                      | Totaal                      | 2                           |

Bijgewerkt t/m 15 juli 2024.

## Erelijst

### In teamverband
| Competitie             |              |                  |
| Competitie             | Aantal       | Jaren            |
| FC Barcelona           | FC Barcelona | FC Barcelona     |
| ---------------------- | ------------ | ---------------- |
| Primera División       | 2x           | 2022/23, 2024/25 |
| Copa del Rey           | 2x           | 2020/21, 2024/25 |
| Supercopa de España    | 2x           | 2022/23, 2024/25 |
| Spanje                 |              |                  |
| Europees kampioenschap | 1x           | 2024             |
| Totaal                 | 7            |                  |

### Individueel
| Competitie       |        |       |
| Competitie       | Aantal | Jaren |
| ---------------- | ------ | ----- |
| Kopa Trophy      | 1x     | 2021  |
| Golden Boy Award | 1x     | 2021  |
| Totaal           | 2x     |       |